# Prieuré de Vausse
Le prieuré de Vausse est situé dans la forêt domaniale de Saint-Jean, sur la commune de Châtel-Gérard (Yonne).
Il a été fondé au début du XIIIe siècle par Anséric de Montréal et dépendait de l'abbaye du Val des Choues. Protégé par les seigneurs de Montréal puis par les ducs de Bourgogne, il reçut de nombreuses donations et a bénéficié d'une grande prospérité jusqu'au XVe siècle.
À partir du XVIe siècle, il connut le déclin avec des difficultés financières et une baisse du nombre de ses moines. Au XVIIe siècle, les prieurs qui étaient auparavant élus par les moines, furent nommés par le pouvoir royal. Ces prieurs commendataires, qui en majorité vivaient en grands seigneurs loin de Vausse, n'ont pu s'opposer au relâchement des mœurs qui touchait les moines eux-mêmes. Au XVIIIe siècle, un incendie a ravagé une aile du prieuré. En 1763, le dernier moine quitta Vausse pour l'abbaye du Val des Choues.
À la Révolution, le prieuré a été vendu et transformé en faïencerie. En 1835, il vit naître Ernest Petit, qui deviendra historien de la Bourgogne et qui fera du prieuré son cabinet de travail.

## Historique

### La fondation

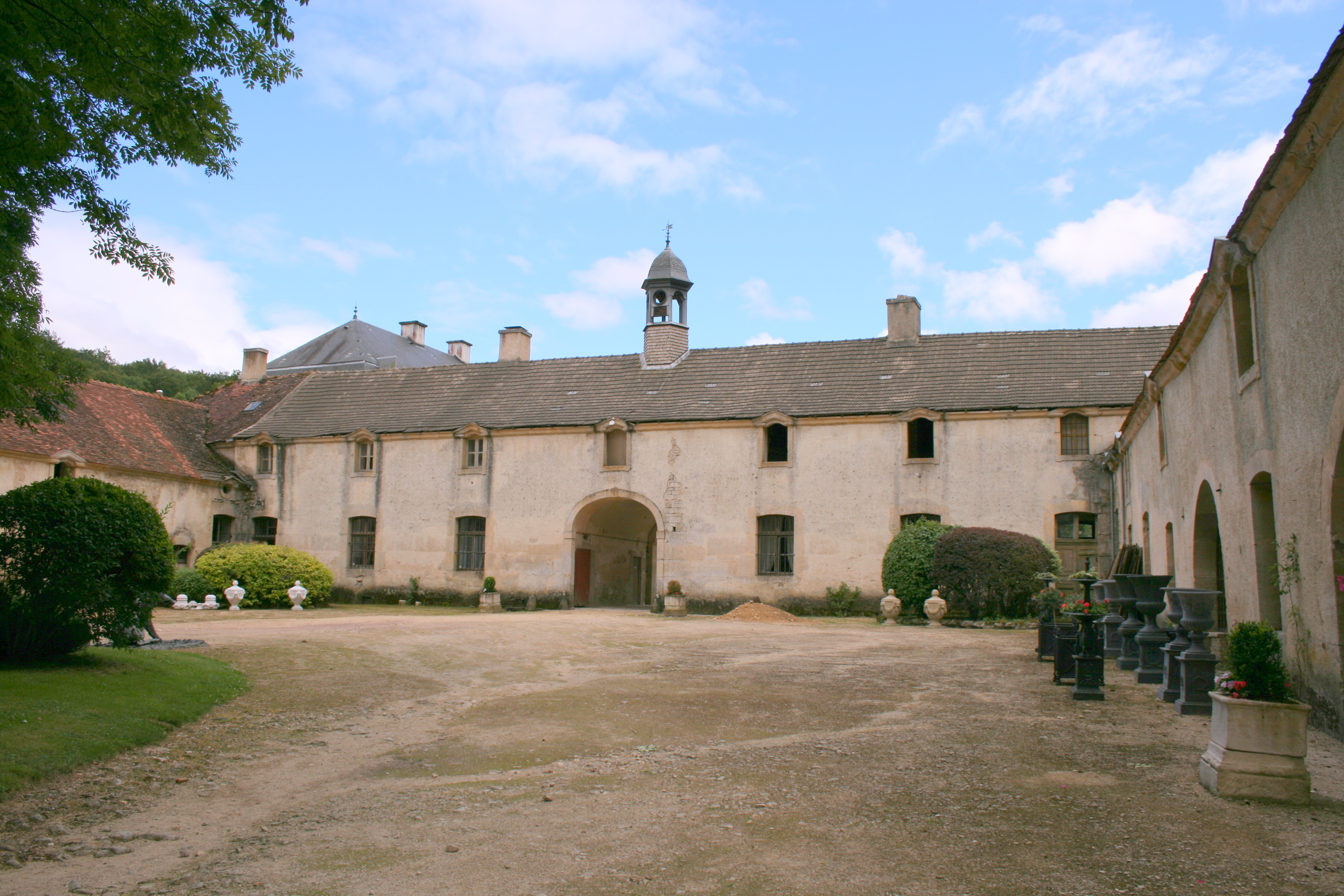
l'abbaye du Val des Choues

À la fin du XIIe siècle, le duc de Bourgogne Eudes III avait contribué à fonder une abbaye dans la forêt de Châtillon : l'abbaye du Val des Choues. Les grands barons bourguignons, préoccupés de sauver leur âme tout autant que de s'attirer les bonnes grâces du duc, ne pouvaient que suivre cet exemple. Anséric V de Montréal était l'un de ces barons, proche du duc par ses hautes fonctions et par ses liens familiaux. Il est en effet le fils d'Anséric IV, grand sénéchal de Bourgogne, mort en croisade, et de Sibylle, nièce du duc Eudes II. Il a épousé Nicole de Vergy, la sœur de la duchesse Alix, seconde femme du duc Eudes III.
À proximité de son château de Châtel-Gérard, il possédait d'immenses forêts. Au début du XIIIe siècle, il fit don de terres au lieu-dit Les Vaulcées ou Le Vaux, pour y fonder un établissement religieux, le premier prieuré issu de la maison-mère du Val des Choues. Ce lieu sauvage et reculé répondait parfaitement aux exigences de la règle du Val des Choues. Le nouveau prieuré fut placé sous le vocable de Saint-Denis et de Notre-Dame.

Pour l'historien Ernest Petit : 
« Tout porte à croire que Vausse, avant d'être érigé en prieuré, était un lieu de dévotion connu dans le pays et que les sires de Montréal y avaient déjà une maison de chasse et une petite chapelle. »

### La prospérité
Les moines menaient une vie simple, partagée entre la prière et le travail de la terre. Ils suivaient la règle du Val des Choues qui combinait les usages en vigueur chez les bénédictins, les cisterciens et les chartreux. Ils n'étaient jamais plus d'une vingtaine. Ils élisaient l'un des leurs à la fonction de prieur. Leurs choix souvent judicieux permirent aux prieurs de Vausse de jouir d'une réputation de sainteté dans toute la région au XIIIe siècle, au point qu'on venait les chercher pour arbitrer les litiges.

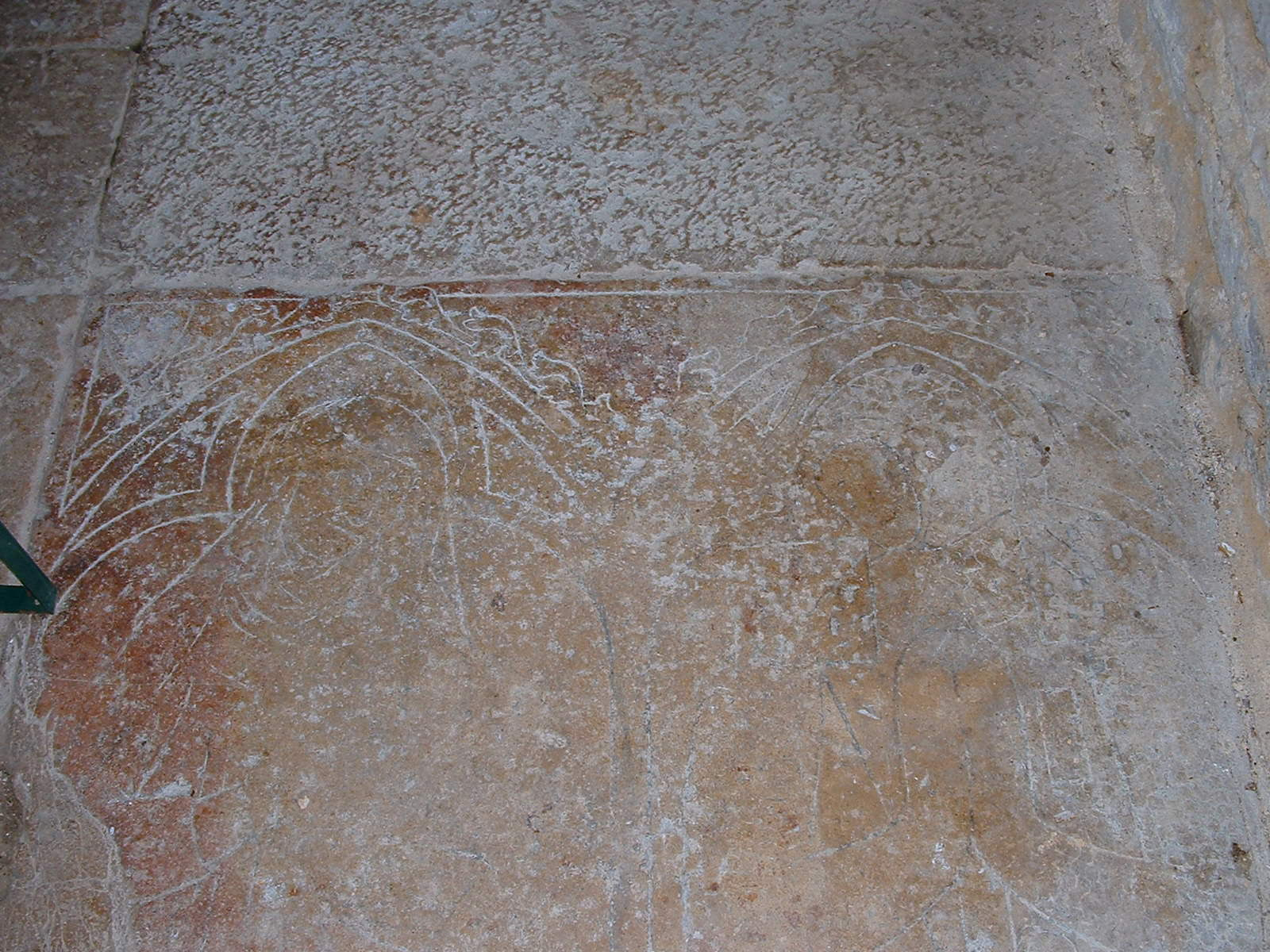
Pierre tombale d'Anséric et de son épouse, Nicole de Vergy

Les habitants des pays voisins venaient entendre la messe à Vausse, notamment les jours de fêtes, en si grand nombre que l'église était trop petite pour les accueillir malgré sa taille. On lui adjoint ensuite une annexe.

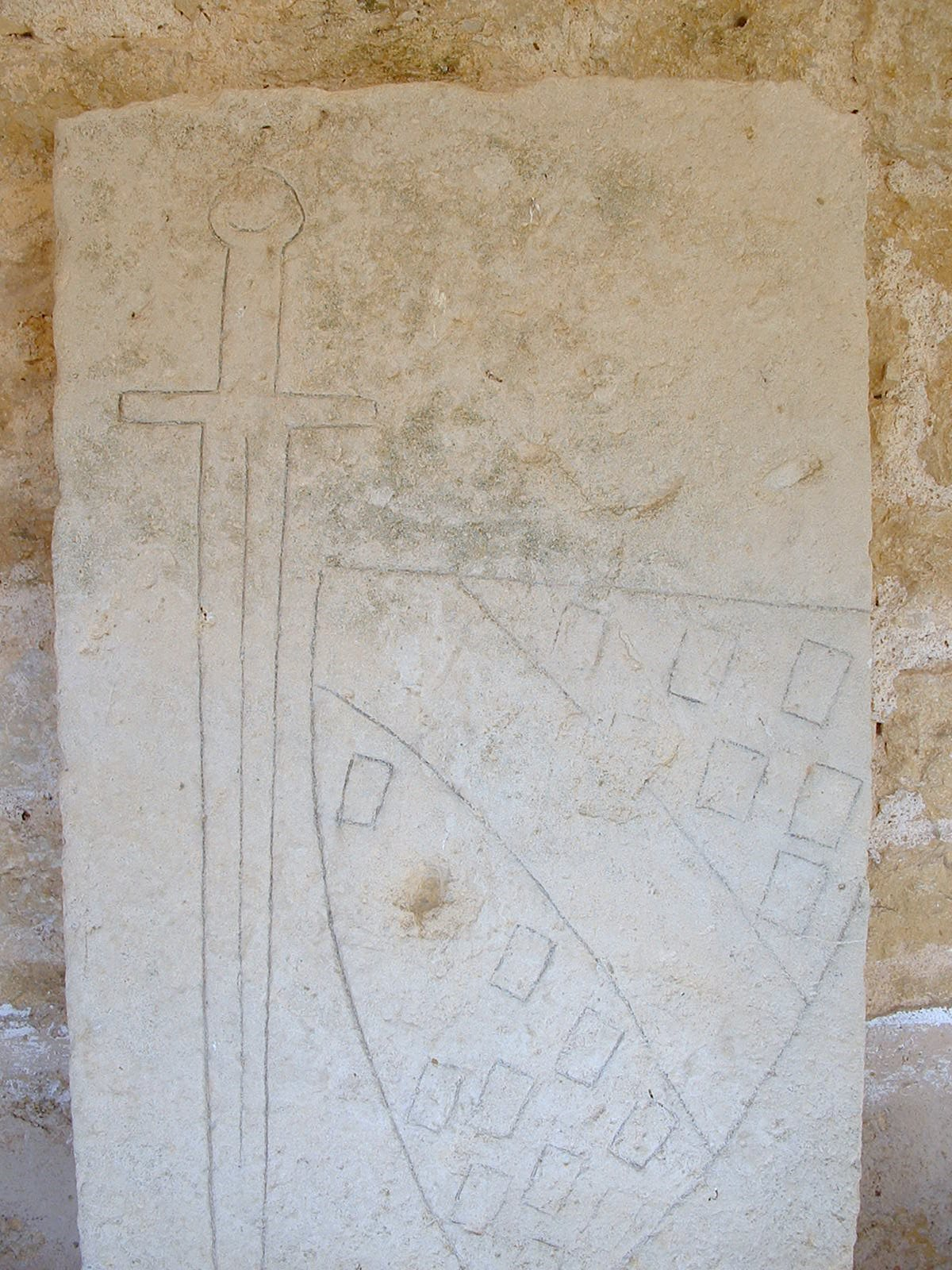
Pierre tombale du dernier Anséric

Pour assurer la subsistance des moines, Anséric leur avait cédé une ferme et les champs avoisinants, ainsi que des dîmes à percevoir sur des villages voisins.
Comme l'usage en était répandu, le fondateur et son épouse choisirent de se faire inhumer dans le prieuré. Leur pierre tombale, sans inscription et très abimée mais reconnaissable à leurs écussons, est encore visible dans le chœur de l'église.
La donation d'Anséric fut confirmée par son fils en 1235, et la protection de la lignée des sires de Montréal ne se démentit qu'avec le dernier des Anséric, seigneur brigand dont les exactions provoquèrent la colère du roi saint Louis. En 1255 sur décision royale, le duc de Bourgogne confisqua ses domaines et l'exila dans le château de Châtel-Gérard. À sa mort en 1269, il fut enterré dans le prieuré fondé par sa famille, sous une pierre tombale dont la modestie tranche avec celle de ses aïeux et trahit sa déchéance.
En s'appropriant les terres d'Anséric, le duc et ses descendants prirent également sous leur garde le prieuré de Vausse.

« Ceux-ci venaient s'y reposer souvent pendant les chasses qu'ils faisaient dans la forêt de Châtel-Gérard. Ils avaient même une sorte de prédilection pour ce monastère, auquel ils firent de grandes libéralités. »

— Ernest Petit
Il s'agissait de donations de différentes natures : terres, fermes, rentes, dîmes à percevoir.
Les seigneurs du voisinage ne furent pas en reste, tout particulièrement pendant les croisades. Ils rivalisaient entre eux de générosité à l'égard de Notre-Dame de Vausse. Les archives nous donnent les noms des sires de Trévilly, de Cisery, de Guillon, d'Avallon, d'Époisses, de Montbard, etc.
Tous ces seigneurs obtenaient droit de sépulture, et l'église du prieuré n'était plus assez grande pour accueillir toutes les tombes, les autres étaient creusées à l'extérieur du prieuré.
Vers 1500, les moines percevaient dîmes et redevances sur une quarantaine de villages. Les biens de la communauté étaient considérables.
Pendant les XIIIe siècle et XIVe siècle et une partie du XVe siècle, le prieuré de Vausse jouissait d'une certaine importance dans la région.

### Le déclin
En 1477 avec la mort de Charles le Téméraire, dernier duc de Bourgogne, Vausse perdait ses puissants protecteurs.
À la fin du XVe siècle, les bâtiments étaient en assez mauvais état. Le prieur Guy Bousson commença des travaux de réfection et d'agrandissement. En 1491, il fit construire deux galeries du cloître adossé à l'église, dont il fit refaire à neuf deux vitraux. La construction du cloître s'acheva en 1511, avec les deux autres galeries.

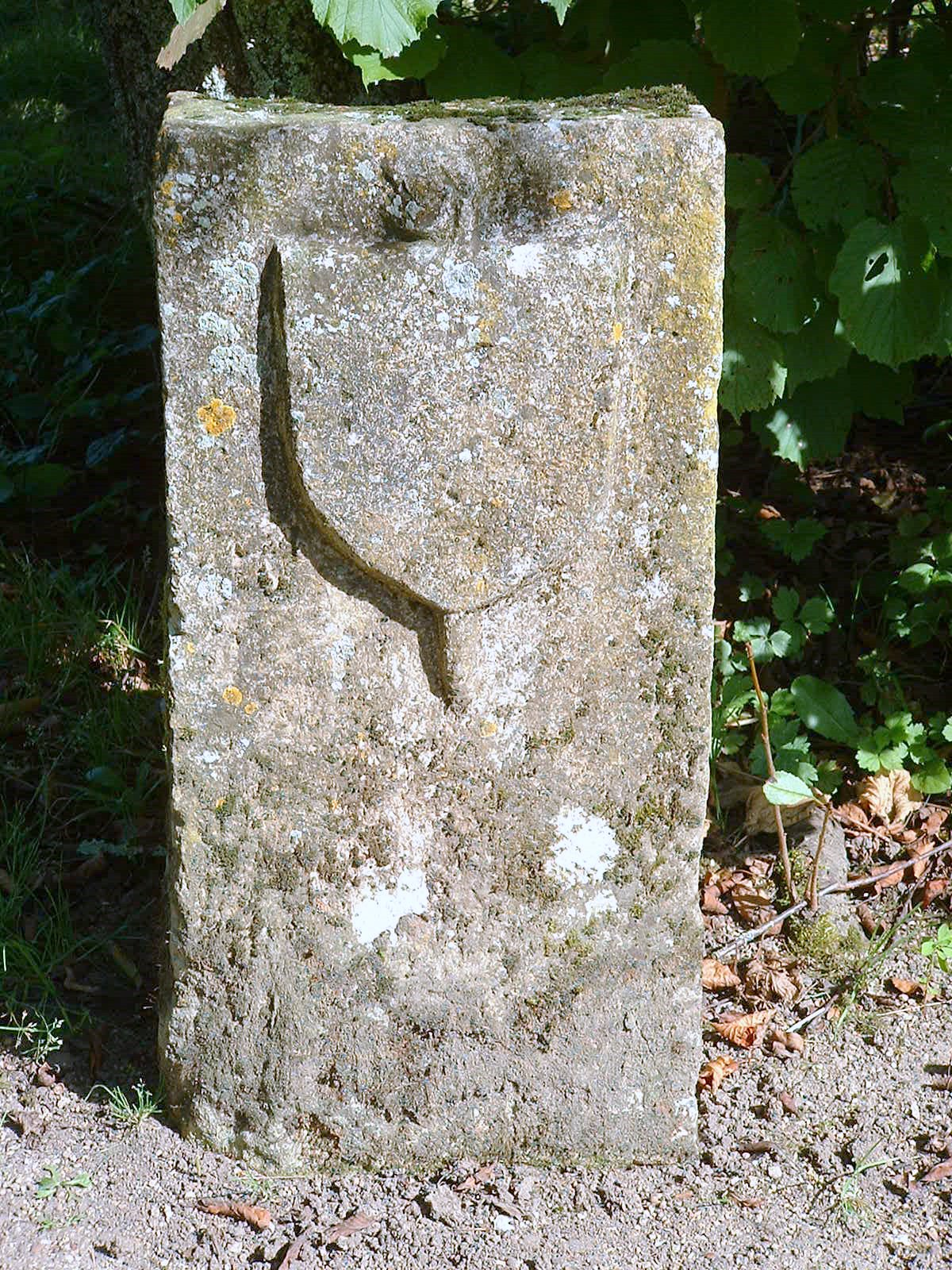
Une borne du prieuré

Mais au XVIe siècle commença le déclin pour Vausse : les dons se firent plus rares, les vocations pour la vie religieuse également. Ainsi, au milieu du siècle, le couvent n'était plus occupé que par le prieur, cinq moines et deux novices, c'est-à-dire presque trois fois moins de religieux qu'à la période la plus faste.
Les héritiers des donateurs en venaient à contester les donations, même écrites. Des procès s'ensuivaient, que les moines perdaient souvent. Pour faire face aux besoins, de nombreux biens furent vendus l'un après l'autre.
Puis vint le temps de la commende : contrairement à l'ancienne règle, les prieurs ne furent plus élus par les moines, mais désignés par le pouvoir royal. Les prieurs commendataires, parfois laïcs, ne résidaient plus au prieuré dont ils déléguaient la gestion. Ils se contentaient d'en percevoir un revenu, comme s'il s'agissait d'une ferme. Relâchement des mœurs, les moines eux-mêmes n'étaient plus au-dessus de toute critique.

« Austère pendant les Croisades, la discipline commence à fléchir pendant la Renaissance, à se relâcher complètement avec l'intronisation des commendes pour dégénérer complètement sous les mœurs faciles de la régence et du règne de Louis XV. »

— Ernest Petit
Parmi la liste des prieurs commendataires de Vausse, dont peu de noms sont parvenus jusqu'à nous, une figure émerge : celle de Claude de la Magdelaine de Ragny. Il était le fils de François de la Magdelaine, dont Henri IV avait récompensé la fidélité en 1597 en le faisant maréchal de camp et marquis de Ragny, et en lui annexant la châtellenie de Montréal. Claude de la Magdelaine, né en 1591, était évêque d'Autun, comte de Saulieu et conseiller du Roi. Un personnage considérable, qui usa de son influence et de son autorité pour pousser à la réforme les abbayes de son diocèse. Il mourut en 1652 après trente ans d'épiscopat.
Les prieurs qui se succédèrent à Vausse étaient entraînés dans des procès interminables pour obtenir le paiement d'une rente ou éviter la restitution d'un moulin. 

« Il était alors de bon ton de ne point payer ses dettes, et les plus grands seigneurs n'avaient pas de honte de se faire souvent tirer l'oreille à cet égard. »

— Ernest Petit

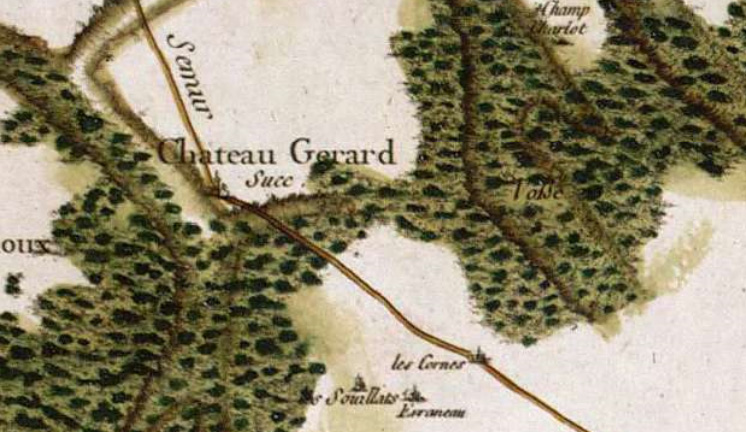
Châtel-Gérard et le prieuré de Vausse (Valse) sur la Carte de Cassini, XVIIIe siècle

Un prieur commendataire du XVIIIe siècle, Claude de Houillier, grand seigneur aussi connu pour sa galanterie que par ses prodigalités, laissa un souvenir déplorable. Il aimait les plaisirs, la bonne chère, le jeu, la chasse. Il séjournait habituellement dans un somptueux hôtel particulier de la rue du Bac, à Paris. Il ne venait guère à Vausse que pour chasser avec les seigneurs du voisinage qu'il conviait ensuite au prieuré pour un festin, puis pour le jeu et les cartes.
Un incendie ayant endommagé le prieuré, le prieur Denis D'Estiennot de Vassy fit réparer en 1745 certains bâtiments et en fit détruire d'autres dans l'aile orientale (la salle capitulaire, le dortoir), devenus inutiles à cause du faible nombre de moines.
En 1763, un seul moine vivait encore à Vausse quand l'abbé du Val-des-Choues décida de regrouper les religieux des prieurés au sein de l'abbaye.
Philippe Benjamin de Badier, professeur à la Sorbonne, fut le dernier des 35 prieurs qui s'étaient succédé à Vausse, durant près de six siècles.
| Abraham                                        | 1239 |
| Thierry                                        | 1269 |
| Guy Bousson                                    | 1491 |
| Jean Georgeot                                  | 1522 |
| Jacques Mignot                                 | 1565 |
| François de Besson                             | 1577 |
| G. Dorotte                                     | 1602 |
| Claude de la Magdelaine de Ragny               |      |
| Étienne-Jean de Robec de Sustinien de Pallière | 1652 |
| Claude-François Franchet de Ran                | 1709 |
| Pierre-Bonaventure de François Petit-Benoist   | 1733 |
| Claude de Houillier                            | 1742 |
| Denis D'Estiennot de Vassy                     | 1745 |
| Philippe Benjamin de Badier                    |      |

### La faïencerie

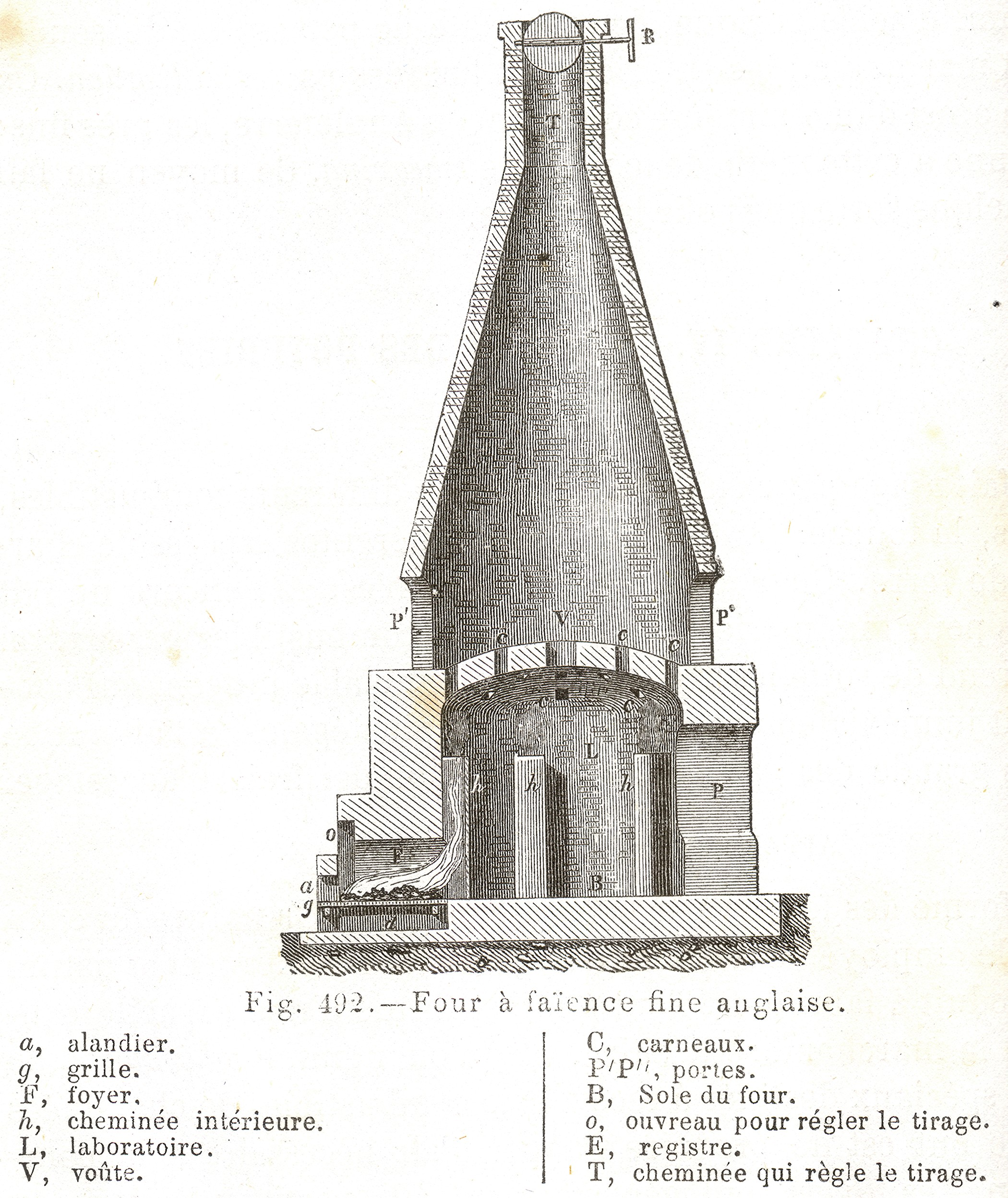
représentation d'un four à faïence anglaise

A la Révolution, le prieuré de Vausse fut mis en vente comme bien national. Joseph Dumortier, propriétaire de la faïencerie d'Ancy-le-Franc, s'en porta acquéreur en 1792.
Il transforma les bâtiments pour y installer une faïencerie. Le clocher de l'église fut démoli, la chapelle transformée et agrandie pour y établir un four, toujours visible. Un plancher, supporté par un mur de refend, fut installé dans l'église afin d'y établir un étage et d'y faire sécher la faïence.
On produisait à Vausse des objets courants : vaisselle, statuettes, carreaux, et de nombreux pots de pharmacie. On mélangeait des argiles venant d'Anstrude (aujourd'hui Bierry-les-Belles-Fontaines) et des argiles des champs voisins, ainsi que du sable d'Étivey ou de Decize. La production était ensuite acheminée par la route ou par bateau depuis Aisy-sur-Armançon.
En 1803, M. Dumortier vendit l'usine de Vausse à M. Lapipe et M. Petit, originaire de Sarry. À la mort de son associé en 1820, Nicolas Petit racheta les parts des héritiers. Son fils François lui succéda à la direction de la faïencerie, en continuant à exercer sa profession de médecin.
La fabrication fut ensuite regroupée avec celle de la faïencerie des Cornes, hameau voisin. La production cessa définitivement à Vausse en 1858.

### Ernest Petit
Ernest Petit, fils de François Petit, naquit au prieuré en 1835. Après des études scientifiques à l'École des Mines, il trouva sa vocation dans la recherche historique.

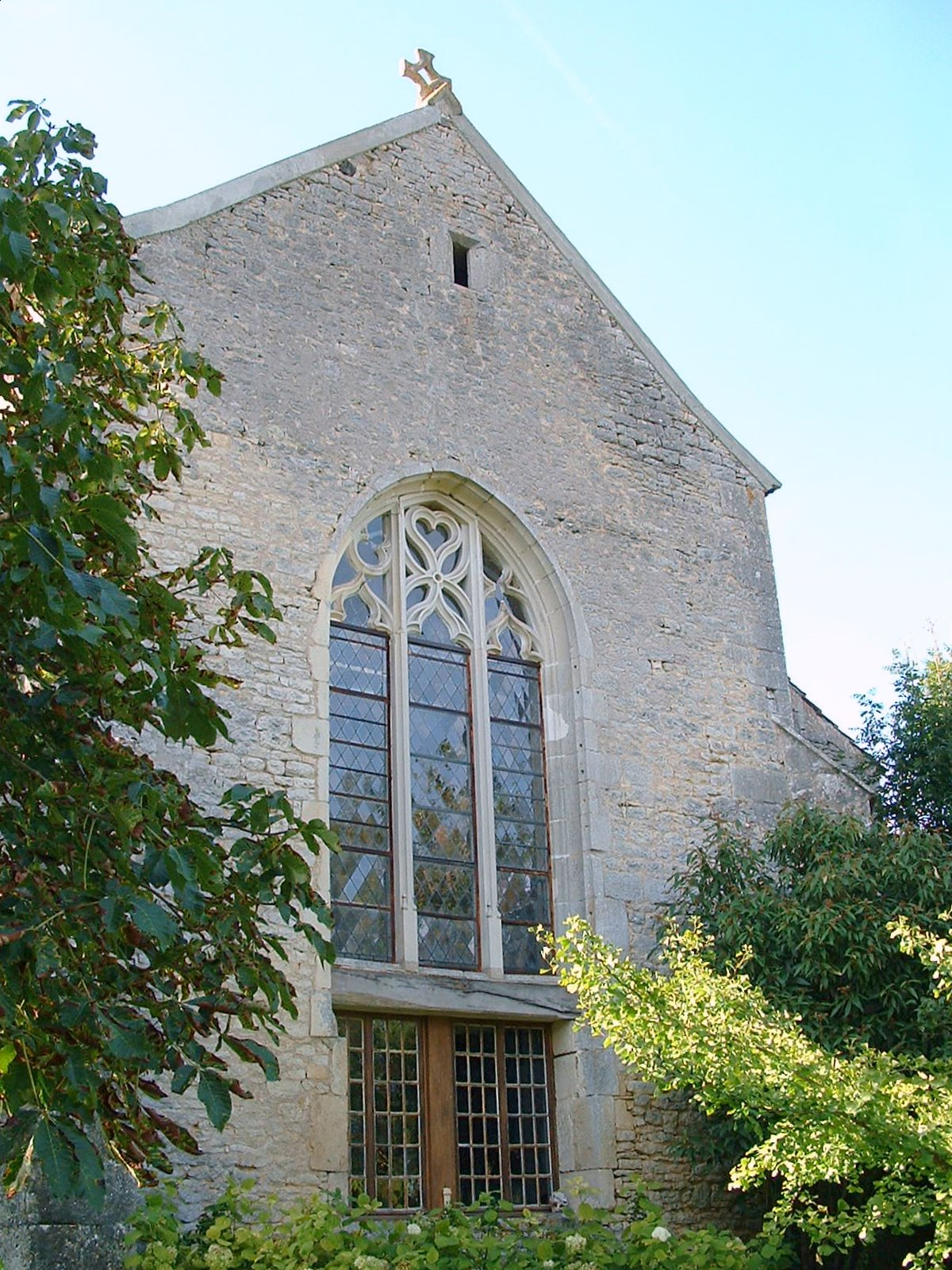
grande baie éclairant le cabinet de travail d'Ernest Petit

Peut-être fut-il influencé en cela par les vacances passées à Vausse. Il écrira en effet :

« Que de fois sous les arceaux monastiques, j'ai crû voir passer l'ombre de quelque moine pensif et silencieux ou de l'un de ces chevaliers dont les cendres sont déposées là depuis plusieurs siècles ! »

Vers 1860, après l'arrêt de la production, Ernest Petit aménagea l'ancienne église pour en faire sa bibliothèque et son cabinet de travail. C'est là qu'il rédigea plus d'une centaine de travaux historiques au cours de sa carrière.
Il publia notamment une étude complète sur l'histoire du prieuré de Vausse, dans le Bulletin de la Société des Sciences Historiques et Naturelles de l'Yonne en 1859. Son œuvre maîtresse l'« Histoire des ducs de Bourgogne de la race capétienne », en neuf volumes, parut entre 1885 et 1905.

Ernest Petit s'efforça par des restaurations successives de redonner au prieuré, auquel il était très attaché, son aspect monacal. Il conclut sa notice sur l'histoire du prieuré par ces mots : 

« Qu'on pardonne au narrateur de s'être appesanti sur l'histoire d'une maison qui lui est chère à plus d'un titre, et d'avoir laissé échapper l'expression d'une tendresse que ne partage point le lecteur. »

Il s'éteignit le 15 juillet 1918.

### Le prieuré aujourd'hui
Les descendants d'Ernest Petit occupent la ferme voisine du prieuré et perpétuent l'activité agricole commencée par les moines.
Épaulés par l'association Vausse Animation, ils s'efforcent de protéger ce patrimoine rare et préservé de l'architecture religieuse du XIIIe siècle. Des soirées musicales ou théâtrales, des expositions, des visites guidées permettent au public de découvrir le prieuré de Vausse, sous différents éclairages culturels.

## Architecture

### L'église

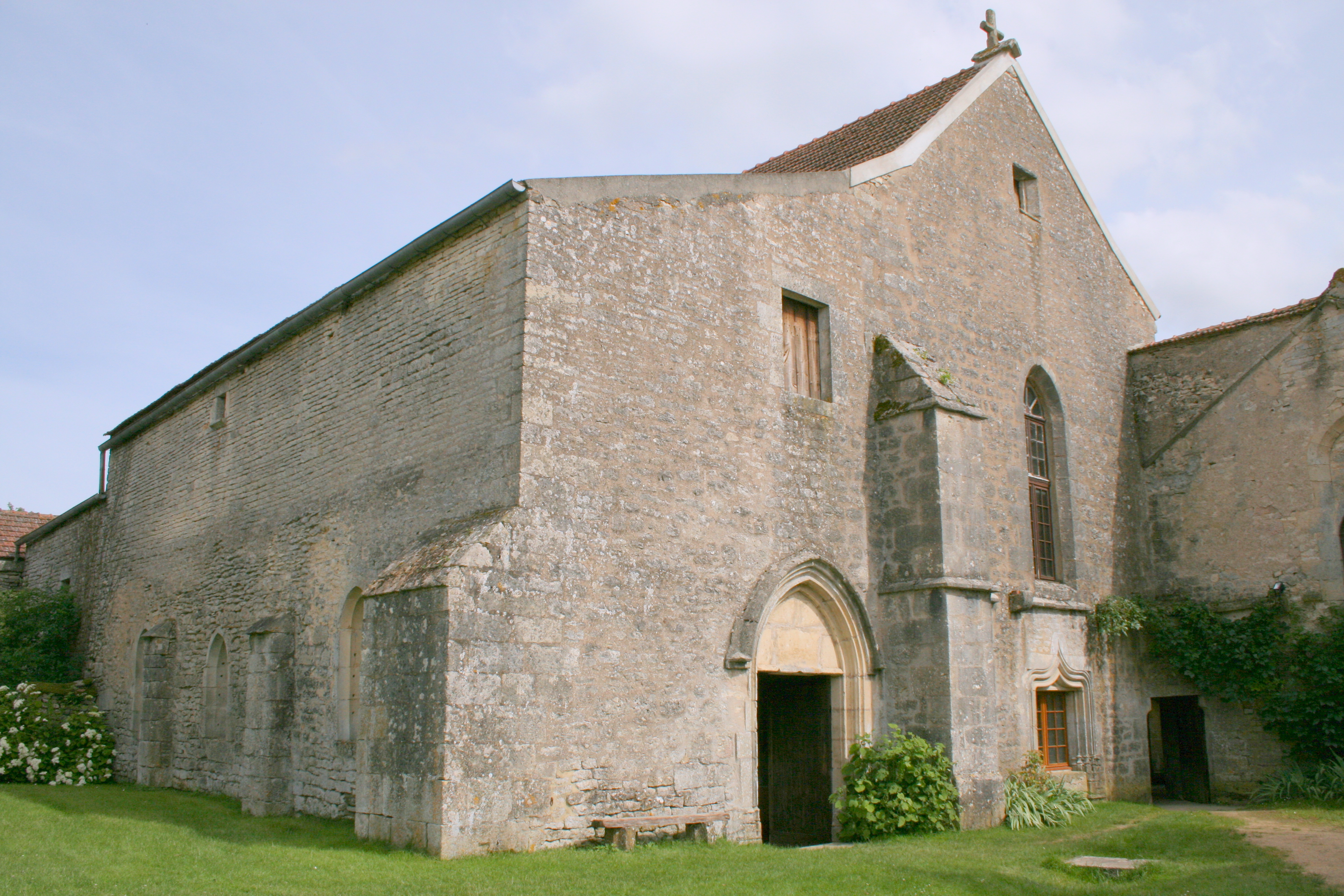
La façade de l'église

L'église du prieuré est de grande dimension (33 m de longueur, 7,30 m de largeur, 9 m de hauteur) par rapport au cloître et au nombre de moines qui n'a jamais dépassé la vingtaine. On sait que dans les premiers temps, les fidèles venaient très nombreux au prieuré. Au XVe siècle, on construisit pour eux une annexe, dans le prolongement de laquelle se trouvait une chapelle. Aujourd'hui ne subsistent plus que quelques amorces de murs.

« C'est surtout aux fêtes de la Notre-Dame que l'on voyait accourir tous les habitants des pays voisins pour entendre la messe, et, malgré la grandeur de l'église, ils étaient souvent forcés de rester, faute de place, sous l'auvent qui protégeait la porte d'entrée et dont on voit encore les traces. »

— Ernest Petit

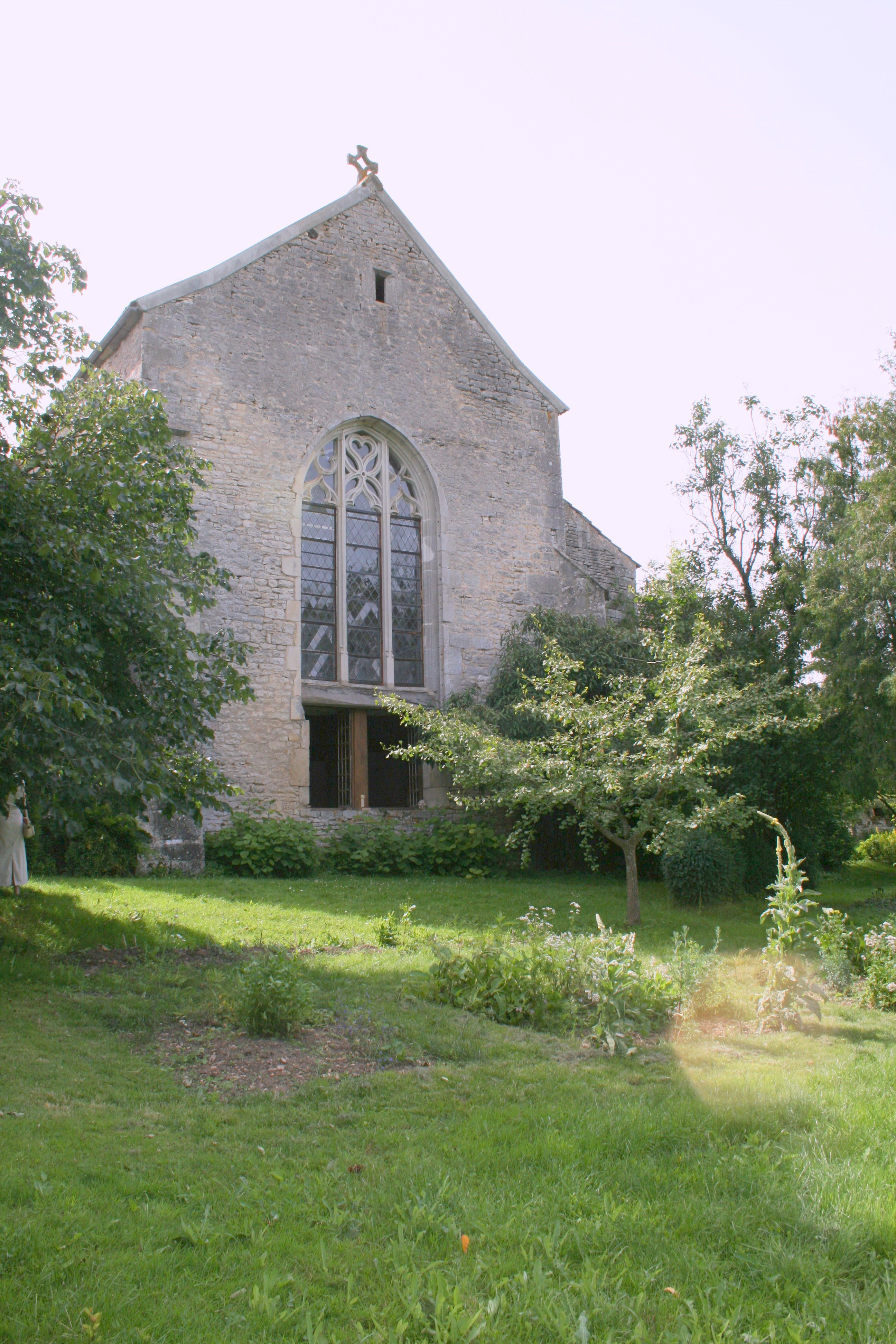
Le chevet plat très remanié

L'église comprend une nef avec un bas-côté au nord. Le chevet droit est épaulé au sud par un large contrefort. Un massif de maçonnerie épaule la façade occidentale. La nef est voûtée d'ogives sur piliers. La construction est rustique, les pierres utilisées viennent de la région.
Sous la Révolution, l'église subit de nombreuses transformations. Le clocher fut démoli et les cloches transportées, dit-on, à Semur-en-Auxois. On construisit dans l'église un mur de refend, afin de supporter un plancher. Les verrières de la façade et du chevet, posées en 1491 par le prieur Guy Bousson, furent remplacées par de grandes baies ogivales. l'ancienne chapelle fut transformée et agrandie pour l'établissement d'un four.
C'est au prix de ces aménagements et de sa transformation en faïencerie, que le prieuré évita la destruction.
En 1858, lorsqu'Ernest Petit s'installa au prieuré, il aménagea l'étage de l'église pour en faire un cabinet de travail et une grande bibliothèque.

### Le cloître

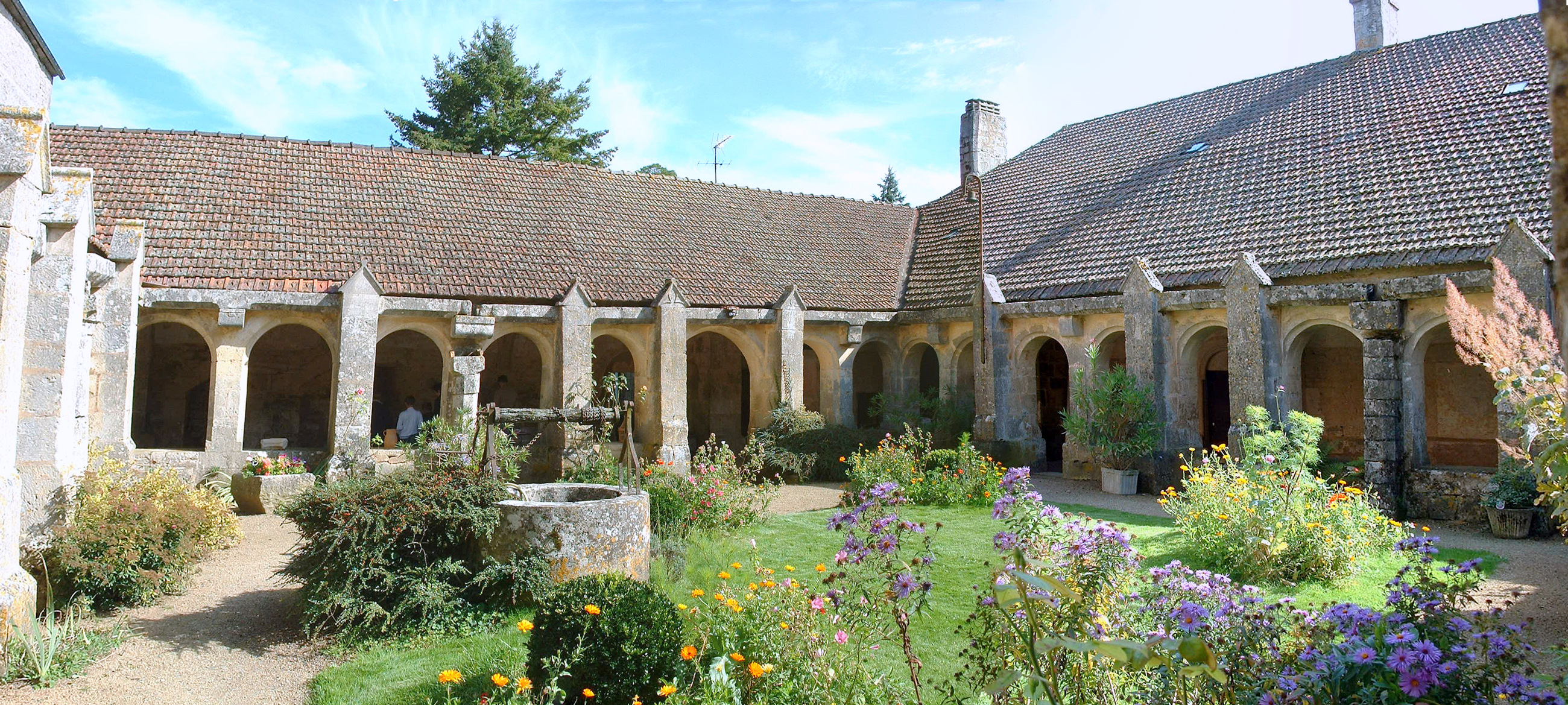
Ailes Est et Sud du cloître

Construit en 1491 et 1511, le cloître carré de 21,30 m de côté est adossé à l'église au nord, et à des corps de logis avec d'anciennes cuisines désaffectées au sud et à l'ouest. Il s'ouvre à l'ouest sur la cour extérieure, et à l'est sur le potager.
En 1745, l'aile orientale ravagée par un incendie fut détruite : la salle capitulaire et le dortoir des moines à l'étage furent rasés. Il ne reste dans l'angle sud-est du cloître que le départ de l'escalier à vis qui menait à l'ancien dortoir.
Les galeries, composées chacune de neuf arcades en plein cintre, entourent un jardin avec un puits. Les eaux de pluie sont recueillies par des chéneaux en pierre et conduites jusqu'à une citerne sous le jardin.
| - le cloître et l'église - le cloître et l'église - galerie Ouest - galerie Sud - récupération de l'eau - le puits |